# 2-nitroaniline
2-nitroaniline is een aromatische verbinding met als brutoformule C6H6N2O2. De stof komt voor als oranje-gele kristallen. Het bestaat uit een benzeenring (vandaar het aromatisch karakter van de molecule), waaraan een NH2-groep en een NO2-groep zijn vastgehecht.

## Toxicologie en veiligheid
De stof vormt bij verbranding giftige dampen van stikstofoxiden. Ze reageert met sterke zuren, sterk oxiderende stoffen en sterk reducerende stoffen. 2-nitroaniline reageert met organische materialen in aanwezigheid van vocht, waardoor kans op brand ontstaat.